# Плавання на Чемпіонаті світу з водних видів спорту 2022 — естафета 4x100 метрів вільним стилем (жінки)
Змагання з плавання в естафеті 4x100 метрів вільним стилем серед жінок на Чемпіонаті світу з водних видів спорту 2022 відбулися 18 червня 2022 року.

## Рекорди
Перед початком змагань світовий рекорд і рекорд чемпіонатів світу були такими:
| Світовий рекорд          | Австралія | 3:29.69 | Токіо (Японія)           | 25 липня 2021 |
| Рекорд чемпіонатів світу | Австралія | 3:30.21 | Кванджу (Південна Корея) | 21 липня 2019 |

## Результати

### Попередні запливи
Попередні запливи розпочалися о 11:18 за місцевим часом.
| Місце | Заплив | Доріжка | Країна          | Плавчині | Час     | Примітки |
| ----- | ------ | ------- | --------------- | --- | ------- | -------- |
| 1     | 2      | 4       | Австралія       | Медісон Вілсон (52.99) Меґ Гарріс (52.98) Ліа Ніл (53.85) Бріанна Тросселл (53.92)                                            | 3:33.74 | Q        |
| 2     | 2      | 5       | США             | Кейт Дуглас (54.19) Меллорі Комерфорд (53.86) Еріка Браун (53.29) Наталі Гіндс (53.89)                                        | 3:35.23 | Q        |
| 3     | 1      | 4       | Канада          | Кайла Санчес (53.51) Тейлор Рак (53.49) Ребекка Сміт (54.29) Кетрін Савард (54.05)                                            | 3:35.34 | Q        |
| 4     | 2      | 3       | Велика Британія | Люсі Гоуп (55.12) Анна Гопкін (53.03) Меді Гарріс (54.92) Фрея Андерсон (53.17)                                               | 3:36.24 | Q        |
| 5     | 1      | 3       | Китай           | Чжу Менхуей (54.65) Ай Яньхань (54.31) Лао Ліхуей (54.26) Чен Юйцзє (53.44)                                                   | 3:36.66 | Q        |
| 6     | 1      | 5       | Нідерланди      | Кім Буш (55.45) Марріт Стінберген (52.99) Тесса Ґіеле (54.43) Валері ван Рон (54.69)                                          | 3:37.56 | Q        |
| 7     | 2      | 6       | Бразилія        | Ана Кароліна Віейра (54.65) Стефані Балдуччіні (54.09) Джованна Діаманте (53.98) Джована Медейрос (55.32)                     | 3:38.04 | Q        |
| 8     | 1      | 6       | Угорщина        | Ніколетт Падар (55.01) Петра Шенанскі (55.26) Дора Мольнар (54.91) Фанні Дьюрінович (53.86)                                   | 3:39.04 | Q        |
| 9     | 2      | 7       | Південна Корея  | Jeong So-eun (55.26) Hur Yeon-kyung (55.87) Jung Hyun-young (55.89) Ko Mi-so (55.92)                                          | 3:42.94 |          |
| 10    | 2      | 2       | Ізраїль         | Анастасія Горбенко (54.35) Дарія Головати (55.59) Авів Барзелай (57.46) Леа Полонскі (56.19)                                  | 3:43.59 |          |
| 11    | 1      | 2       | Таїланд         | Дженджира Срісаард (58.96) Камончанок Кванмуанг (1:01.10) Пхіангкхван Павапотако (1:01.56) Джинджутха Пхолджамджумрус (58.60) | 4:00.22 |          |

### Фінал
Фінал відбувся о 19:47 за місцевим часом.
| Місце | Доріжка | Країна          | Плавчині                                                                                                  | Час     | Примітки |
| ----- | ------- | --------------- | --- | ------- | -------- |
| 1     | 4       | Австралія       | Моллі О'Каллаган (52.70) Медісон Вілсон (52.60) Меґ Гарріс (53.00) Шейна Джек (52.65)                     | 3:30.95 |          |
| 2     | 3       | Канада          | Кайла Санчес (53.45) Тейлор Рак (52.92) Меґґі Мак-Ніл (53.27) Пенні Олексяк (52.51)                       | 3:32.15 |          |
| 3     | 5       | США             | Торрі Гаск (52.96) Еріка Браун (53.30) Кейт Дуглас (53.61) Клер Курзан (52.71)                            | 3:32.58 |          |
| 4     | 2       | Китай           | Чжан Юйфей (54.81) Чжу Менхуей (54.47) Ян Цзюньсюань (52.79) Чен Юйцзє (53.18)                            | 3:35.25 |          |
| 5     | 6       | Велика Британія | Анна Гопкін (53.70) Еббі Вуд (55.03) Люсі Гоуп (54.00) Фрея Андерсон (52.70)                              | 3:35.43 |          |
| 6     | 1       | Бразилія        | Ана Кароліна Віейра (54.78) Стефані Балдуччіні (53.97) Джованна Діаманте (54.09) Джована Медейрос (55.26) | 3:38.10 |          |
| 7     | 7       | Нідерланди      | Марріт Стінберген (53.41) Тесса Ґіеле (54.49) Кім Буш (55.47) Валері ван Рон (54.81)                      | 3:38.18 |          |
| 8     | 8       | Угорщина        | Ніколетт Падар (55.16) Фанні Дьюрінович (54.15) Петра Шенанскі (54.88) Дора Мольнар (54.01)               | 3:38.20 |          |